# West Sharyland
West Sharyland è un census-designated place degli Stati Uniti d'America situato nella contea di Hidalgo dello Stato del Texas.
La popolazione era di 2.309 persone al censimento del 2010. Fa parte dell'area metropolitana di McAllen–Edinburg–Mission.

## Geografia fisica
Sharyland è situata a 26°16′37″N 98°20′18″W (26.276838, -98.338393).
Secondo lo United States Census Bureau, ha un'area totale di 2,3 miglia quadrate (6,0 km²).

## Società

### Evoluzione demografica
Secondo il censimento del 2000, c'erano 2.947 persone, 676 nuclei familiari e 648 famiglie residenti nella città. La densità di popolazione era di 1.275,5 persone per miglio quadrato (492,6/km²). C'erano 743 unità abitative a una densità media di 321,6 per miglio quadrato (124,2/km²). La composizione etnica della città era formata dall'85,34% di bianchi, lo 0,03% di afroamericani, lo 0,07% di nativi americani, lo 0,24% di isolani del Pacifico, il 13,98% di altre razze, e lo 0,34% di due o più etnie. Ispanici o latinos di qualunque razza erano il 98,10% della popolazione.
C'erano 676 nuclei familiari di cui il 69,1% aveva figli di età inferiore ai 18 anni, il 78,3% aveva coppie sposate conviventi, il 14,5% aveva un capofamiglia femmina senza marito, e il 4,1% erano non-famiglie. Il 3,7% di tutti i nuclei familiari erano individuali e l'1,9% aveva componenti con un'età di 65 anni o più che vivevano da soli. Il numero di componenti medio di un nucleo familiare era di 4,36 e quello di una famiglia era di 4,44.
La popolazione era composta dal 42,3% di persone sotto i 18 anni, il 12,5% di persone dai 18 ai 24 anni, il 28,9% di persone dai 25 ai 44 anni, il 12,3% di persone dai 45 ai 64 anni, e il 3,9% di persone di 65 anni o più. L'età media era di 22 anni. Per ogni 100 femmine c'erano 93,9 maschi. Per ogni 100 femmine dai 18 anni in giù, c'erano 89,6 maschi.
Il reddito medio di un nucleo familiare era di 24.602 dollari e quello di una famiglia era di 24.393 dollari. I maschi avevano un reddito medio di 17.283 dollari contro i 15.125 dollari delle femmine. Il reddito pro capite era di 8.383 dollari. Circa il 31,5% delle famiglie e il 30,9% della popolazione erano sotto la soglia di povertà, incluso il 36,0% di persone sotto i 18 anni e il 32,9% di persone di 65 anni o più.